# Лужичка марка
Лужичка марка (њем. Mark Lausitz), или Маркгрофовија Лужица (њем. Markgrafschaft Lausitz), била је источна гранична марка Светог римског царства у земљама насељеним Полапским Словенима. Основана је 965. године током подјеле огромне Герове марке.
Подручје источно од „Границе према Србима”, насељено западнословенским племеном Љутићи, освојио је саксонски маркграф Геро Велики 963. године. Након Великог словенског устанка 983. године у сјеверном дијелу марке, Лужица је постала позната као Саксонска источна марка (њем. Sächsische Ostmark).
Лужицу је 1002. године освојио пољски војвода Болеслав I, али је током владавине Конрад II 1031. и 1032. године поново постала дио Светог римског царства. Током владавине цара Карла IV Лужица је укључена у Земље чешке круне 1367. године.